# 陶凯元
陶凯元（1964年3月—），中华人民共和国二级大法官、中国民主促进会中央委员会副主席。武汉大学法学院国际法专业毕业，法学博士。曾任广东省高级人民法院副院长、广东省知识产权局局长、广东省政协副主席。现任中华人民共和国最高人民法院副院长、审判委员会委员，中国民主促进会中央委员会副主席。

## 生平
1981年，中学毕业的陶凯元考入武汉大学法学院，攻读国际法专业；1988年获硕士学位，调暨南大学经济法系任教。1993年，出任暨南大学法学系副主任；1995年12月，晋升副教授；1999年，被任命为广东省高级人民法院副院长；2000年，获武汉大学法学博士学位，并升任暨南大学教授。2002年9月至2003年9月，曾赴加拿大不列顛哥倫比亞大學进修。
2006年7月，陶凯元加入中国民主促进会；2007年，当选民进广东省委会副主委；2008年3月，出任广东省知识产权局局长；2012年，当选民进中央常委、广东省委会主委；2013年1月，当选广东省政协副主席。2015年2月11日，辞去广东省政协副主席职务。
2013年12月28日，第十二届全国人大常委会第六次会议任命陶凯元为最高人民法院副院长。
她是第十三届全国政协委员、第十四届全国政协常委。